# Distretto di Bajanmônh
Il distretto di Bajanmônh è uno dei diciassette distretti (sum) in cui è suddivisa la provincia del Hėntij, in Mongolia. Conta una popolazione di 1.347 abitanti (censimento 2010). 